# Mehmed Emîn Bozarslan
Mehmed Emîn Bozarslan (* 15. September 1934 in Lice, Provinz Diyarbakır) ist ein türkischer Schriftsteller kurdischer Herkunft.
Sein Vater war ein Molla und Bozarslan selbst erhielt neben der schulischen Ausbildung eine klassische Ausbildung in den Madrasas. 1956 schloss er die Ausbildung ab und arbeitete als Mufti an verschiedenen Orten. 1960 schrieb er sein erstes Buch mit dem Titel „Allaha Iman“ (Der Glaube an Gott). Sein zweites Buch erschien 1964 und hieß „Islamiyet açısından Şeyhlik-Ağalik“ (Scheich und Aga aus der Sicht des Islams). In seinem dritten Buch 1966 „Doğu'nun Sorunları“ (Die Probleme des Ostens) beschäftigte er sich mit der Kurdenproblematik und forderte die Zulassung der kurdischen Sprache im gesamten Osten der Türkei und zwar sowohl in Rundfunk und Zeitungen als auch in der Schule. Sein erstes kurdisches Buch Alfabê, das erste Buch über das kurdische Alphabet, führte zu seiner Verhaftung und zum Verbot des Buches. 1968 übertrug er das Epos „Mem û Zîn“ von Ehmedê Xanî aus dem Kurdischen mit arabischen Lettern ins Kurdische mit lateinischen Lettern. Zusätzlich übersetzte er das Buch noch ins Türkische. Anfangs war auch dieses Buch verboten, wurde dann aber wieder freigegeben. Bozarslan übersetzte auch das Scherefname des Şerefhan 1971 ins türkische. Nach dem Militärputsch von 1971 saß Bozarslan von 1971 bis 1974 im Militärgefängnis von Diyarbakir. Während seiner Haft schrieb er ein Buch mit dem Titel „Içerdekiler ve Dışardakiler“ (Die, die drinnen sind und die, die draußen sind). Darin beschrieb er satirisch die Unterdrückung des Ostens durch die Militärdiktatur.
Er übersetzte noch mehrere Bücher über Kurden ins Türkische. Daneben schrieb er noch eigene Bücher sowie mehrere Artikel und war als Herausgeber tätig.
Seit 1978 wurde er als politischer Flüchtling in Uppsala in Schweden anerkannt.

## Werke

### Bücher
1. Allaha Iman, 1960
2. Islamiyet açısından Şeyhlik-Ağalik, 1964
3. Doğu'nun Sorunları, 1966
4. Alfabê, Istanbul, 1968
5. Içerdekiler ve Dışardakiler, 1974
6. Anarşistler, 1977
7. Meselokên lawiran, 1981
8. Meyro,1981
9. Mîr zoro,1981
10. Gurê bilûrvan,1982
11. Kêz Xatûn,1982
12. Serketina miskan,1984
13. Pepûk,1985
14. Melayê meshûr,1986
15. Serefa ristem keya: pirtûka kurteçîrokan, 1992
16. Kemal Paşa weledê kê ye?: meselokên sîyasî, 1993
17. Çirokên gelî. 1: Gulî xatûn, 1997
18. Çirokên gelî. 2: Kurê mîrê masîyan, 1998

### Edits und Übersetzungen
1. Jîn: Kovara Kurdî-Tirkî: 1918–1919,(Jîn: Kurdish/Turkish Journal), eine kurdische Zeitschrift aus den zwanziger Jahren, die Bozarslan aus den arabischen Lettern in lateinische Lettern umschrieb, 1985–1988
2. Kurdistan: Rojnama Kurdî ya pêsîn: 1898–1902, eine Zeitung, die Bozarslan aus den arabischen Lettern in lateinische Lettern umschrieb, 1991
3. Mem û Zîn von Ehmedê Xanî, von arabischen Lettern in lateinische Lettern, 1968
4. Tarihu Meyyafargin ve Amed, von Ibn'ül Ezrak aus dem XII. Jh, Übersetzt ins Türkische, 1975
5. Kurdish Republic of Mahabad von William Eagleton, Übersetzt ins Türkische, 1976
6. Basierend auf El-Hediyye't'ul-Hamidiyye fi'l-Lugat'il-Kurdiyye, einem kurdisch-arabischen Wörterbuch, schrieb er 1978 ein Kurdisch-Türkisches Wörterbuch.
7. Scherefname: Übersetzte das Scherefname 1971 ins Türkische.

### Folklore
1. Pêkenokên gelî. Band 1: Masîyên bejî, 1987.
2. Pêkenokên gelî. Band 2: Ji dînan dîntir, 1988.
3. Pêkenokên gelî. Band 3: Ilmê tûrik, 1989.
4. Pêkenokên gelî. Band 4: Bûka Gulsûn, 1990.
5. Pêkenokên gelî. Band 5: Mela Kulî, 1991.

### Artikel
1. On the role of myth in Kurdish literature: presented at the International Writers’ Reunion in Lahti, Finland, June 15-19, 1981. - Lahti: International Writers’ Reunion.